# Alain Hethener
Alain Hethener, né le 15 avril 1946, est un homme politique français. 

## Détail des fonctions et des mandats
Mandats locaux
- 1982 - 2008 : Conseiller général du canton de Metz-Ville-4
- Depuis 2011 : conseiller municipal de Metz

Mandat parlementaire
- 29 avril 2000 - 30 septembre 2001 : Sénateur de la Moselle